# Рогачица
 Тази статия е за защитената местност в България.  За растението вижте Чумотрън.  
Рогачица е защитена местност в България. Намира се в землището на село Юндола, област Пазарджик.
Защитената местност е с площ 126,9 ha. Обявена е на 8 януари 1981 г. с цел опазване на елово-смърчова гора.
В защитената местност се забранява:
- ловуването;
- всякакво строителство, освен ако е предвидено в изготвения план на района;
- провеждането на минно-геоложки и други дейности, с които се нарушава естествения облик на защитената местност;
- в горите да се водят отгледни и санитарни сечи, съгласувани с районната инспекция за опазване на природната среда.[1]